# FESTin 2011
Das FESTin 2011 war die zweite Ausgabe des FESTin-Filmfestivals (offiziell: FESTin – Festival de Cinema Itinerante da Língua Portuguesa, zu deutsch: FESTin – Wanderndes Filmfestival der portugiesischen Sprache), ein jährliches Filmfestival für Filme des portugiesischen Sprachraums.
Es fand vom 26. April bis zum 1. Mai 2011 bei freiem Eintritt im Lissabonner Cinema São Jorge statt.
Neben dem eigentlichen Wettbewerb und der Filmreihe zur sozialen Inklusion stand dieses Jahr das Portugiesische Kino im Mittelpunkt. Der große Saal des Festivalkinos São Jorge, die Sala 1, wurde dabei zu Ehren Manoel de Oliveiras und in Anwesenheit des damaligen Bürgermeisters (und späteren Premierministers) António Costa und der Regisseurs selbst in Sala Manoel de Oliveira umbenannt und der aktuelle Film des damals 102-jährigen Regisseurs aufgeführt, O Estranho Caso de Angélica. Auch eine Filmreihe von João Botelho wurde gezeigt.

## Filme
Aus 180 Bewerbungen wählte die Festivalleitung 72 Filme aus, von denen 19 außerhalb des Wettbewerbs gezeigt wurden und 40 Kurz- und 13 Langfilme im Wettbewerb starteten. Die meisten Filme kamen aus Brasilien und Portugal, gefolgt von Mosambik und Angola, doch waren Filme aus allen portugiesischsprachigen Ländern vertreten. Eröffnungsfilm war der brasilianisch-britische Dokumentarfilm Lixo Extraordinário von Lucy Walker.

## Preisträger
- Bester Langfilm (Jury: Mário Fançoni (Angolanischer Botschafter in Portugal), Francisco Barbosa (EGEA/Cinema São Jorge) und José Amaral (Osttimoresischer Botschafter in Portugal)):
  - Hortas di Pobreza (Guinea-Bissau, Regie: Sara de Sousa, Preis: 5.000 Euro)
    - Nennung ehrenhalber: Lixo Extraordinário (Brasilien, Regie: Lucy Walker, João Jardim und Karen Harley)
- Bester Kurzfilm (Jury: Ângelo Torres (Schauspieler und Regisseur), Brisa Paím (Schriftstellerin) und Salomé Llamas (Regisseurin)):
  - Contagem (Brasilien, Regie: Gabriel und Maurílio Martins, Preis: 2.500 Euro)
    - Nennung ehrenhalber: Verónica (Portugal, Regie: António Gonçalves und Ricardo Oliveira)
    - Nennung ehrenhalber: Vidas Deslocadas (Brasilien, Regie: João Marcelo Gomes)
- Publikumspreise:
  - Langfilm: Lixo Extraordinário (Brasilien, Regie: Lucy Walker, João Jardim und Karen Harley)
  - Kurzfilm: Aos Pés (Brasilien, Regie: Zeca Brito)[2]